# Marshall (Oklahoma)
Marshall – miasto w Stanach Zjednoczonych, w stanie Oklahoma, w hrabstwie Logan.